# Wojna lokalna
Wojna lokalna – wojna lub miejscowy konflikt zbrojny rozpętywany przez państwo w celu zdławienia, stłumienia ruchów narodowo-wyzwoleńczych, ujarzmienia i zniewolenia małych narodów lub narzucenia swojego ustroju. Jest prowadzona niedużym nakładem sił i środków oraz na stosunkowo niedużym terytorium. W warunkach obecnych każda wojna lokalna może przerodzić się w wojnę biologiczną, akty terrorystyczne, a nawet w wojnę rakietowo-jądrową.